# Stéfanos Kotsólis
Stéfanos Kotsólis (en grec moderne : Στέφανος Κοτσόλης) est un ancien footballeur international grec né le 5 juin 1979 à Athènes (Grèce). Il était gardien de but.

## Carrière
Formé au Panathinaïkos, Stéfanos Kotsólis rejoint les rangs de l'équipe professionnelle en 1998. Il ne réalise que quelques apparitions sporadiques lors de ces cinq années de présence au club, barré par Antónios Nikopolídis.
Lors de l'été 2005, il est transféré à AEL Larissa où il dispute 100 matchs en championnat, avant de quitter le club de Thessalie en 2009 pour Chypre et l'Omonia Nicosie.
Il est laissé libre lors du mercato d'été 2010, et le Panathinaïkos l'engage en février 2011. Il devient le titulaire du poste de gardien de but.
Stéfanos Kotsólis est international grec. Il reçoit sa première sélection en équipe de Grèce le 16 novembre 2005, lors d'un match amical face à la Hongrie.